# Europarlamentari dell'Austria della VI legislatura
Gli europarlamentari dell'Austria della VI legislatura, eletti in seguito alle elezioni europee del 2004, sono stati i seguenti.

## Composizione storica
| Europarlamentare     | Lista                               | Gruppo    |
| -------------------- | ----------------------------------- | --------- |
| Maria Berger         | Partito Socialdemocratico d'Austria | PSE       |
| Herbert Bösch        | Partito Socialdemocratico d'Austria | PSE       |
| Harald Ettl          | Partito Socialdemocratico d'Austria | PSE       |
| Othmar Karas         | Partito Popolare Austriaco          | PPE-DE    |
| Jörg Leichtfried     | Partito Socialdemocratico d'Austria | PSE       |
| Eva Lichtenberger    | I Verdi                             | Verdi/ALE |
| Hans-Peter Martin    | Lista Hans-Peter Martin             | NI        |
| Andreas Mölzer       | Partito della Libertà Austriaco     | NI        |
| Christa Prets        | Partito Socialdemocratico d'Austria | PSE       |
| Reinhard Rack        | Partito Popolare Austriaco          | PPE-DE    |
| Karin Resetarits     | Lista Hans-Peter Martin             | NI        |
| Paul Rübig           | Partito Popolare Austriaco          | PPE-DE    |
| Karin Scheele        | Partito Socialdemocratico d'Austria | PSE       |
| Agnes Schierhuber    | Partito Popolare Austriaco          | PPE-DE    |
| Richard Seeber       | Partito Popolare Austriaco          | PPE-DE    |
| Ursula Stenzel       | Partito Popolare Austriaco          | PPE-DE    |
| Hannes Swoboda       | Partito Socialdemocratico d'Austria | PSE       |
| Johannes Voggenhuber | I Verdi                             | Verdi/ALE |

## Modifiche intervenute

### Partito Socialdemocratico d'Austria
- In data 18.01.2007 a Maria Berger subentra Wolfgang Bulfon.
- In data 11.12.2008 a Karin Scheele subentra Maria Berger.

### Partito Popolare Austriaco
- In data 01.02.2006 a Ursula Stenzel subentra Hubert Pirker.